# منزات (الهه)
منزات (انگلیسی: Manzat) الهه یا ایزدبانوی تمدن ایلام و بین‌النهرین بود که گاهی با نام سومری تیرانا نیز شناخته می‌گردید. وی را خالق و پدیدآور رنگین‌کمان می‌دانستند و اعتقاد بر آن بود که متولی رونق و آبادی شهرها است. به‌طور کلی فرض بر این بود که منزات منشأ اکدی داشته‌است هر چند، پس از آن کشف شد که مربوط به دوره سلسله سوم اور می‌باشد.

## نگارخانه

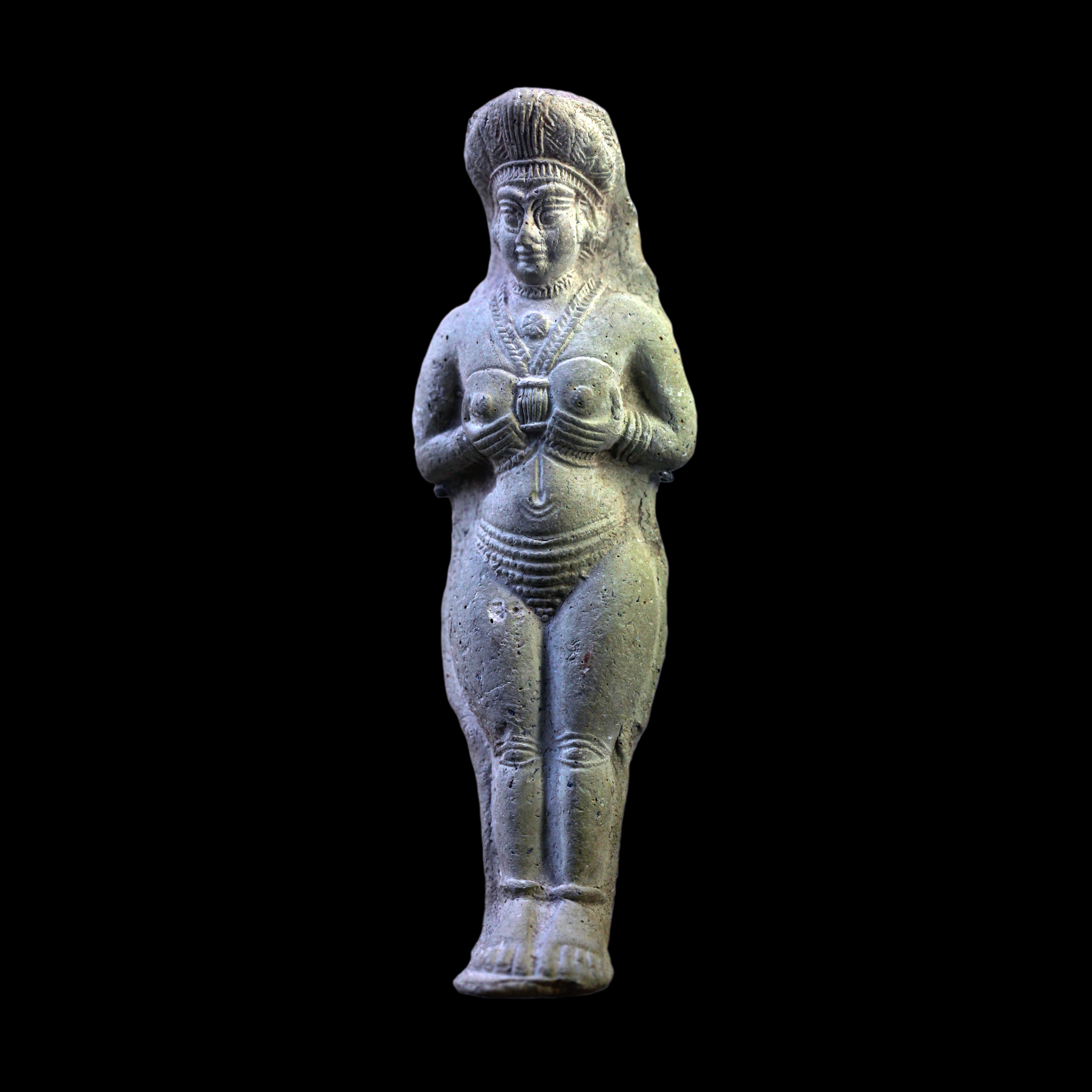
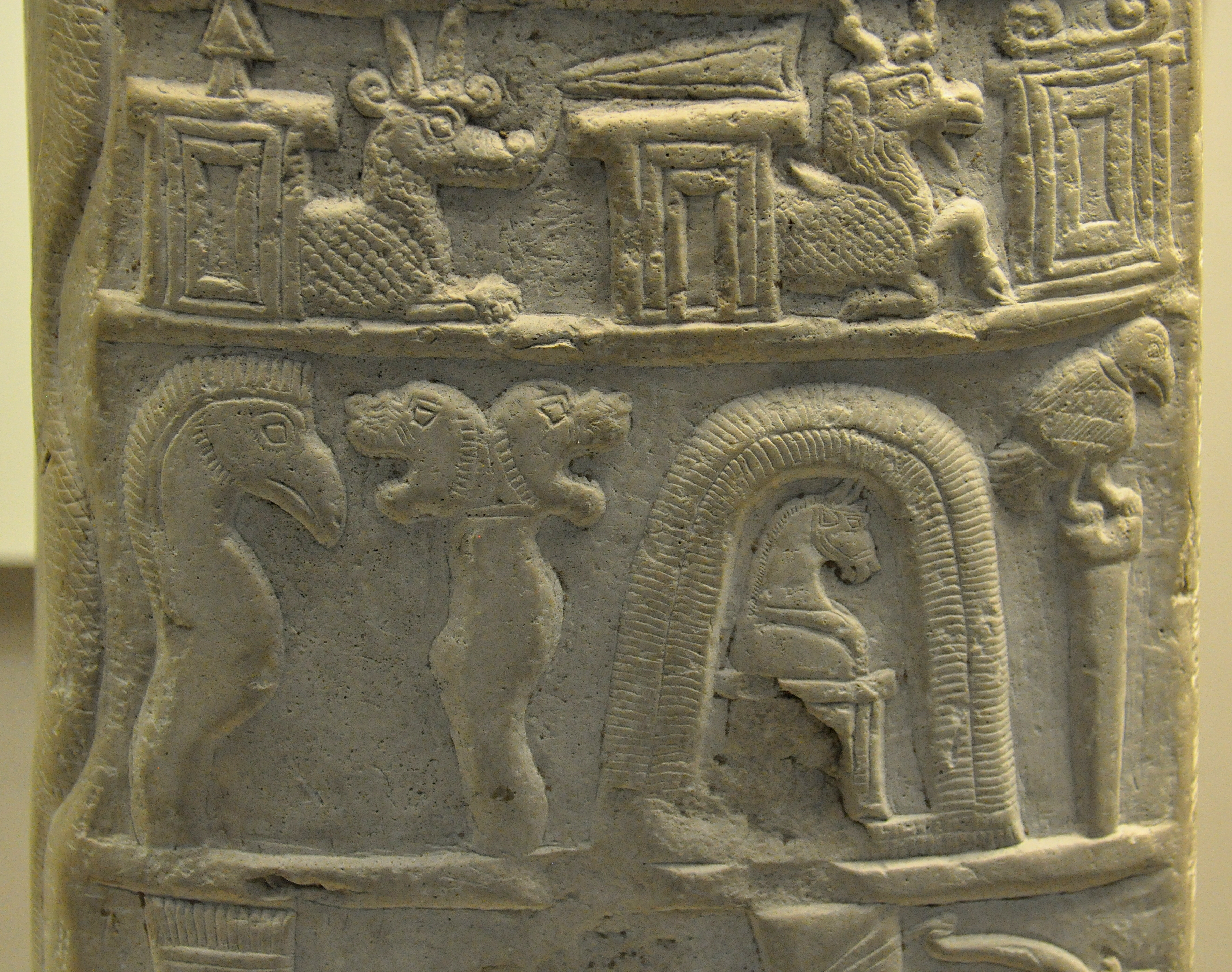